# گرنویل وودز
 گرنویل وودز (انگلیسی: Granville Woods؛ ۲۳ آوریل ۱۸۵۶ – ۳۰ ژانویهٔ ۱۹۱۰) یک مخترع اهل ایالات متحده آمریکا بود.